# Toekomstroman
De toekomstroman of futuristische roman is een roman waarin de auteur een beeld probeert te geven van de toekomst zoals hij die zich persoonlijk voorstelt. Dit beeld kan zowel utopisch als anti-utopisch (dystopisch) van aard zijn. Sciencefiction-verhalen kunnen als een subgenre binnen de toekomstroman worden beschouwd, waarbij in het laatste genre de nadruk vaak meer ligt op technologische ontwikkelingen.
De anti-utopische roman ontstond pas tijdens de Romantiek en bloeide vooral in de 20e eeuw, terwijl utopische romans al veel langer bestonden. Deze ontwikkeling van utopische naar dystopische romans werd door Chad Walsh omschreven als de overgang "from Utopia to Nightmare".

## Voorbeelden
In 1777 publiceerde Betje Wolff de toekomstroman Holland in ’t jaar 2440.
Een bekend 19e-eeuwse schrijver van toekomstromans is Jules Verne, die onder meer Parijs in de twintigste eeuw schreef.
Bekende pessimistische toekomstromans uit de 20e en 21e eeuw zijn: Blokken van Ferdinand Bordewijk, Brave New World van Aldous Huxley, 1984 van George Orwell en Mogelijkheid van een eiland van Michel Houellebecq.